# Guruia ultima
Guruia ultima is een hooiwagen uit de familie echte hooiwagens (Phalangiidae).